# Droga krajowa B83 (Austria)
Droga krajowa B83 (Kärntner Straße) – droga krajowa w południowej części Austrii. Trasa zaczyna się w Klagenfurt am Wörthersee i prowadzi wzdłuż autostrady A2 w kierunku zachodnim do Villach, a następnie do Arnoldstein. Kilka kilometrów za tą miejscowością dociera do dawnego przejścia granicznego z Włochami, gdzie spotyka się z tamtejszą trasą SS13.